# Yoshino-kers
De Yoshino-kers is een cultivar van de kruising Prunus speciosa × Prunus itosakura. De cultivar is in Japan ontstaan. Het is een sierkers, een plant uit de rozenfamilie. De Yoshino-kers werd in 1902 ingevoerd in de Verenigde Staten en later ook in Europa. De boom wordt in Nederland door de brede kroon voornamelijk aangeplant in parken en plantsoenen.
De bladverliezende boom kan tot 8 meter hoog worden en heeft een zeer brede kroon, die waaiervormig of vlak kan zijn. De cultivar wordt vaak geënt op een onderstam van Prunus avium 'Colt' of 'MF 12/1'. 
De Yoshino-kers kan ook vermeerderd worden door zomerstek.
De Yoshino-kers bloeit in april met witte bloemen. De bloemknoppen zijn lichtroze.
De ronde, glanzende vrucht is zwart.

## Bron
8ste Rassenlijst Bomen, editie 2007